# Hugh Dykes
Hugh John Maxwell Dykes, baron Dykes, (né le 17 mai 1939) est un homme politique britannique et membre de la Chambre des lords. Initialement conservateur europhile, il fait ensuite défection chez les libéraux démocrates.

## Famille et éducation
Dykes fait ses études au Weston-super-Mare Grammar School, Somerset, suivi du Pembroke College, Cambridge. Il épouse Susan Margaret Smith en 1966 et ils ont trois fils; le couple divorce en 2000. Dykes est en couple avec Sarah Allder depuis 2003.

## Carrière
Après s'être présenté sans succès au siège travailliste sur de Tottenham en 1966, Dykes est député conservateur de Harrow East de 1970 à 1997. Il est également Député européen entre 1974 et 1977. Alors qu'il est député, Dykes sert dans le ministère de la Défense et le Cabinet Office dans le gouvernement d'Edward Heath.
Après la défaite de Kenneth Clarke lors de la course à la direction des conservateurs après les élections générales de 1997, Dykes rejoint les libéraux démocrates. Moins d'un an après avoir rejoint le parti, il est conseiller de Paddy Ashdown sur les affaires de l'Union européenne.
Il est président du Mouvement européen-Royaume-Uni et vice-président de l'Association anglo-allemande. En 1991, il reçoit l'Ordre du mérite allemand, suivi de la Médaille luxembourgeoise pour l'Europe en 1993.
En 2004, Dykes est élevé à la pairie en tant que baron Dykes, de Harrow Weald dans le Borough londonien de Harrow. La même année, il reçoit la Légion d'honneur française.